# Canthidium nobile
Canthidium nobile là một loài bọ cánh cứng trong họ Bọ hung (Scarabaeidae).